# 蒙特塞拉特
蒙特塞拉特（英語：Montserrat，/ˌmɒntsəˈræt/）是英國海外領土，為加勒比海西印度群岛中背风群岛南部的火山岛，由克里斯托弗·哥伦布在1493年以西班牙境內的蒙特塞拉特山命名。该岛长18公里，宽11公里，海岸線約有40公里。由於其風光優美，加上不少居民都有愛爾蘭血統，蒙特塞拉特被譽為「加勒比海的翡翠」（英語：The Emerald Isle of the Caribbean）。蒙特塞拉特是加勒比共同體和東加勒比國家組織唯一的非獨立成員（不包括準成員）。
1995年7月18日起，蒙特塞拉特南部的苏弗里耶尔火山爆发，導致首府普利茅斯等地区被毁。在1995年至2000年之間，島上三分之二人口被疏散或移民至外地，當中大部分人抵達了英國。1997年，島上只剩下約1200人，而在2016年，人口已重回至近5000人。而火山爆发至今仍继续，使得島上南部不可居住，東部的威廉·亨利·布蘭布爾機場也被毀。
島上南部被劃為禁区，訪客一般不可進入，但是可從加里波底山山頂眺望被毀的普利茅斯。目前，蒙特塞拉特火山觀測所負責監視蘇弗里耶爾火山的活動。蒙特塞拉特的政府總部被臨時遷至布莱兹，成為了實際上的首府和經濟中心。2015年，政府開始計劃把首府遷至島上西北部的利特湾。2022年6月，延宕多時的利特灣的港口發展計畫正式開展，加勒比开发银行和英國政府對此資助了2830萬英鎊。
岛上有三座主要的火山，年降雨量1525毫米。蒙特塞拉特原盛产海岛棉、香蕉、糖和蔬菜等。

## 詞源
1493年，克里斯托弗·哥伦布以蒙塞拉特修道院的黑面聖母（Mare de Déu de Montserrat）將此島命名為蒙特塞拉特。

## 历史

### 殖民前
2012年在蒙特塞拉特中部丘陵進行的考古工作表明，蒙特塞拉特在公元前2000年已经有人居住，後來的沿海遺址顯示了文化的存在。當时的加勒比人稱這個島為阿拉瓦加纳（Alliouagana），意思是「带刺灌木丛的土地」。
2016年，當地居民在附近林區發現九幅岩刻，两年后又發現了另一個，它们约有1000年至1500年歷史。

### 殖民早期
1493年11月，哥倫布在他第二次出航時經過了蒙特塞拉特，當時該島無人居住。1632年，愛爾蘭人開始於島上定居，當中大部分人來自圣基茨岛和弗吉尼亚州，並在自己的農場種植。
由於愛爾蘭人和法國均鄙視英格蘭，愛爾蘭人於1666年邀請法國索取該島。17世紀60年代後期，該島被法國短暫佔領，其後被英格奪取。1667年，布雷達條約被簽署，確認該島成為英國殖民地。

### 18世紀
1712年，法國短暫攻擊了蒙特塞拉特。1768年3月17日，島上的奴隸發動起義，但以失敗告終。為了紀念這次起義，圣帕特里克节在1985年成為了蒙特塞拉特的公眾假日。美國獨立戰爭期間，法國於1782至83年間短暫佔領此島，其後通過巴黎條約歸還英國。

### 19世紀

1869年蒙特塞拉特（上）和普利茅斯（下）的地圖

1834年，英國在蒙特塞拉特及其他屬地廢除奴隸制度。
糖價在19世紀下跌，加上當時與巴西等國的貿易競爭，蒙特塞拉特的經濟受到影響。1852年，居民開始在島上種植青檸。1857年，英國慈善家約瑟夫·斯特奇（英語：Joseph Sturge）在島上購入了甘蔗種植園，證實僱傭勞動在經濟上可行，而其家庭的其他成員也購買了額外的土地。1869年，斯特奇家族創立了蒙特塞拉特有限公司（Montserrat Company Limited），其業務包括種植墨西哥萊檬、製作萊姆汁、興辦學校，並將土地出售給居民。蒙特塞拉特製作的萊姆汁會以桶裝運至英格蘭，並由當地公司淨化、裝瓶。此時，蒙特塞拉特的土地大部分由小农擁有。

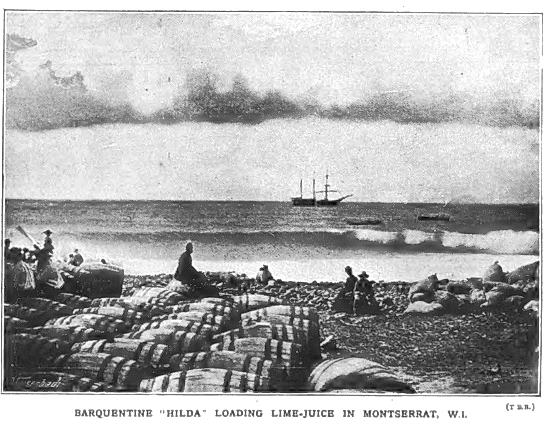
正在裝卸萊姆汁的巴昆廷船

### 英國海外領土
1871至1958年間，蒙特塞拉特成為直轄殖民地英屬背風群島一部分，1958至1962年間成為西印度群島聯邦一省，隨後成為英國海外領土。1960年至1970年，隸屬蒙特塞拉特工黨威廉·亨利·布蘭布爾擔任首任首席部長，在任內推動勞工權益和旅遊業發展，島上首座機場威廉·亨利·布蘭布爾機場即以他命名。其子珀西瓦爾·奧斯汀·布蘭布爾在1970年的大選獲勝，在1970年至1978年間擔任首席部長。1978年至1991年，人民解放運動的約翰·奧斯本擔任首席部長。1991年5月10日，蒙特塞拉特與英國其他在加勒比海的海外領土一同廢除死刑。1991年，人民解放運動被指出現貪腐，在選舉中失利，鲁本·米德成為新任首席部長。
在1995年至1999年，岛上的苏弗里耶尔火山爆发，火山碎屑流摧毀了包括首府普利茅斯在內的南部地區，島上三分之二人口疏散到外國，首府臨時遷移至位於北部安全區的布萊茲。目前，島上南部被劃為禁區，限制人員進入。
蒙特塞拉特政府應對火山爆發的措施備受指責，首席部長伯特蘭·奧斯本上任僅一年即辭職，由大衛·布蘭特接任。卸任後，布蘭特因涉嫌對未成年人犯下性罪行，受到多項刑事調查，於2021年7月被判處15年監禁。
2001年，約翰·奧斯本再度當選首席部長，2006年被洛厄爾·路易斯取替。2009年，魯本·米德再次成為首席部長，在他的任期內，此職位被改稱為總理。
2024年，魯本·米德第三次當選蒙特塞拉特總理。

## 地理
蒙特塞拉特面積104 平方公里（40 平方英里），島長16公里，宽11公里。由於火山碎屑沉積，本島面積一直在西南部緩慢增長。

### 地質
位處加勒比板塊和北美板塊之間的俯衝帶，島上地質活動，包括火山活動頻繁，蘇弗里耶爾火山是島上的活火山。島上有一半地方因火山活動而成為禁區。

### 生態
島上有獨有的蛙、蜥蜴和塔蘭托毒蛛，以及蒙哲臘擬黃鸝—蒙哲臘的國鳥。

## 經濟
蒙特塞拉特的經濟因 1995 年的火山噴發而遭受重創。目前該島的運營預算主要由英國政府提供，每年約為 2500 萬英鎊。額外的金額通過所得稅和財產稅、許可證和其他費用以及對進口貨物徵收的關稅來保證。

## 人口

1997年的火山爆發讓人口大幅下降

根據2024年的估計，蒙特塞拉特有4,399人。1995年7月苏弗里耶尔火山噴發後，估計有8,000名難民離開了該島（主要是前往英國）；1994年人口為13,000。2011年蒙特塞拉特人口普查顯示人口為4,922。2016年初，估計人口已達到近5,000人，這主要是由於來自其他島嶼的移民。

### 語言
英语是蒙特塞拉特的主要語言，也是唯一官方語言。同時，島上也有人說蒙特塞拉特克里奧爾語。

## 政治
蒙特塞拉特是英国海外领土，元首是查爾斯三世，由任命的總督代表。聯合國將蒙特塞拉特列入非自治領土列表。该岛屿实行君主立宪制和议会制，首席部长是蒙特塞拉特總理，為政府首脑。總理由總督從從九名民選議員中任命，通常由多數黨的領導人擔任。政府和立法議會均有立法權。立法議會由九名民選議員以及兩名當然議員，即律政司和財政大臣。蒙特塞拉特的司法機構獨立於行政和立法機構，分為裁判法院和高等法院。蒙特塞拉特是東加勒比最高法院的成員。

### 行政区划

圣彼得堂區
圣乔治堂區
圣安东尼堂區◾普利茅斯（已廢棄）

蒙特塞拉特划分為3個堂區：圣彼得堂区、圣喬治堂区和圣安东尼堂区。
自苏弗里耶尔火山活動開始以來，島上只有西北部的聖彼得堂区有人居住，人口在4000—6000之间，其餘兩個教區仍然處於火山活動禁区而無法居住。在人口普查時，全島被分為3個普查區，分別為北區、中區和南特河以南。

### 警察
皇家蒙特塞拉特警察局在1967年成立，负责維持治安。此前，該島的治安由背風群島警察部隊（Leeward Island Police Force）負責。2024年9月，馬克·佩恩（Mark Payne）就任蒙特塞拉特警察局長。

### 防务
蒙特塞拉特的防务由英國负責。英國皇家海軍巡邏艦梅德韋號常駐加勒比海，而另一艘皇家海軍或皇家艦隊輔助艦艇能隨時被派往加勒比海，參與大西洋巡邏隊（NORTH）任務。這些军艦在維護英國主權之外，也會在加勒比海出現如颶風、地震等災害期間提供人道主義援助和救災，並開展禁毒行動。

#### 皇家蒙特塞拉特防衛軍
皇家蒙特塞拉特防衛軍是蒙特塞拉特的本土防禦單位。此部隊成立於 1899 年，如今已縮減為約40名志願士兵，主要負責民防和禮儀職責。該部隊與愛爾蘭衛隊有著歷史淵源。

## 通讯
蒙特塞拉特有完全數字化的固定電話，擁有 3000 名用戶和行动网络。根据2016 年 7 月的估計，蒙特塞拉特约有 5000 部手機在使用中，並有约 2860 名用戶可以訪問互聯網。蒙特塞拉特的公共廣播服務由蒙特塞拉特廣播電台提供。蒙特塞拉特有一個電視廣播公司PTV，亦提供有線電視和衛星電視服務。將郵件寄往蒙特塞拉特的英國郵区編号是 MSR，後跟四位數字，例如利特湾的郵政編碼是 MSR1120。

## 文化
Air Studios曾於1970至89年間島上設置錄音室，披頭四也曾在島上錄音。惟錄音室後來被颱風摧毀。

## 体育
蒙特塞拉特足球代表隊是蒙特塞拉特的國家足球代表隊，由蒙特塞拉特足球協會管理，現時屬於国际足球联合会及中北美洲及加勒比海足球協會成員國之一。蒙特塞拉特至今仍未參加過任何國際大賽的決賽週，無論在世界盃及美洲金盃外圍賽階段從未取得過出線資格。
島上亦流行板球。